# Хмелесушарня

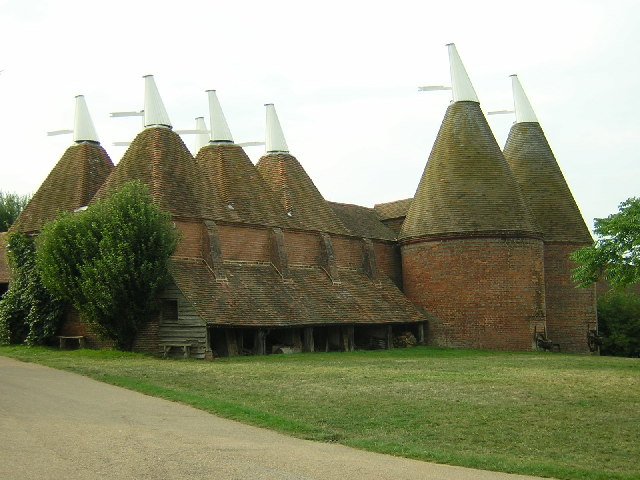
Хмелесушарня замка в Сіссінггерсті, Кент, Англія

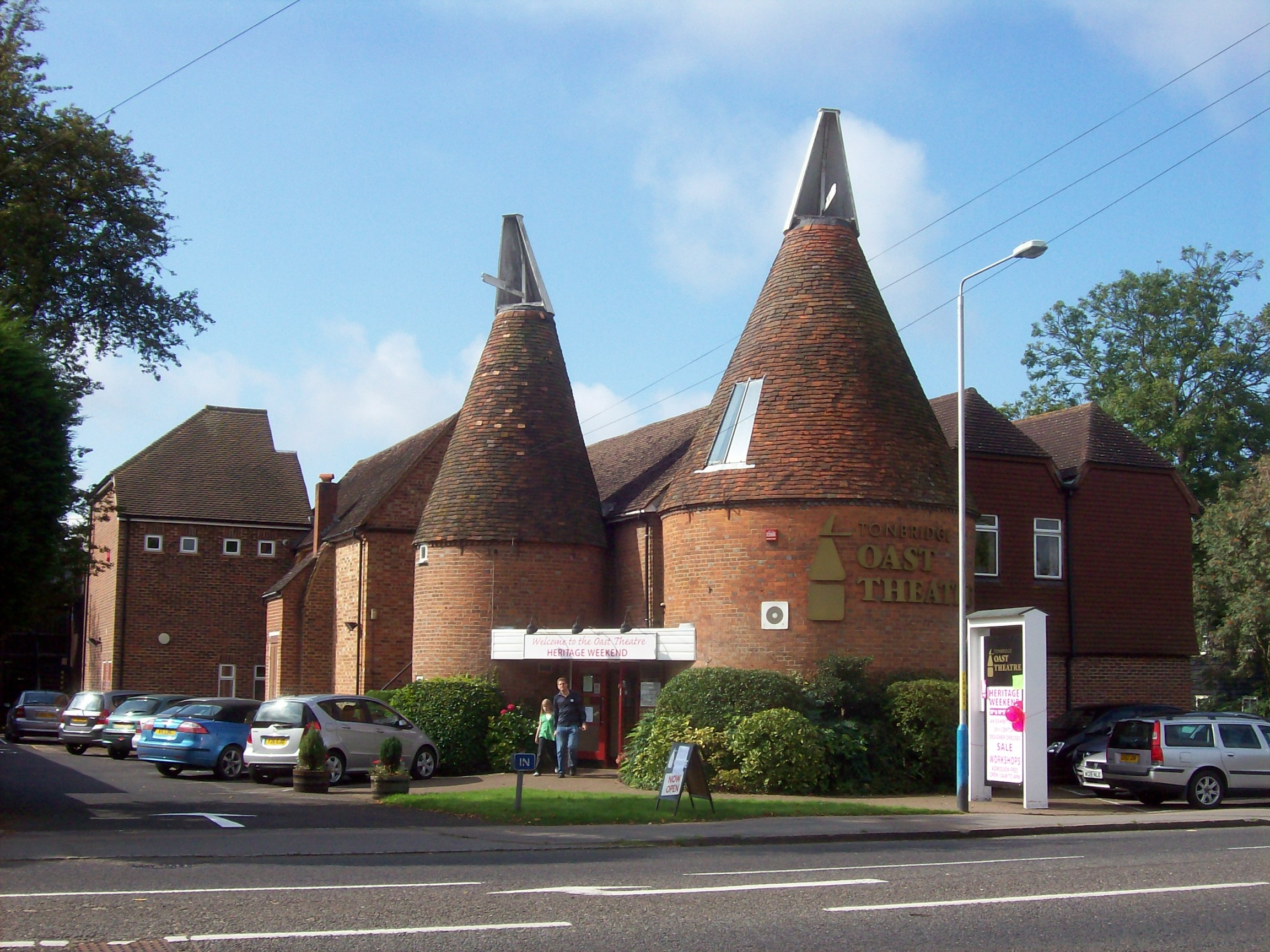
Будівля хмелесушарні, використовувана під театр, Тонбридж

Хмелесуша́рня — спеціальна будова для сушіння шишок хмелю, надалі використовуваних у пивоварінні. За ДСТУ 4101-2002, «виробничий об'єкт з розміщеними в одному приміщенні технологічно взаємозв'язаними машинами та обладнанням для обробляння хмелю після збирання». Вона також може бути складовою пункту обробляння хмелю після збирання, що охоплює, крім власно хмелесушарні, допоміжні споруди (протипожежну водойму, склади, систему паливозабезпечення та ін.).

## Технологія
Сушіння проводиться нагрітим повітрям (необхідно уникати потрапляння паливних газів), при цьому забезпечується безперервна вентиляція сировини.

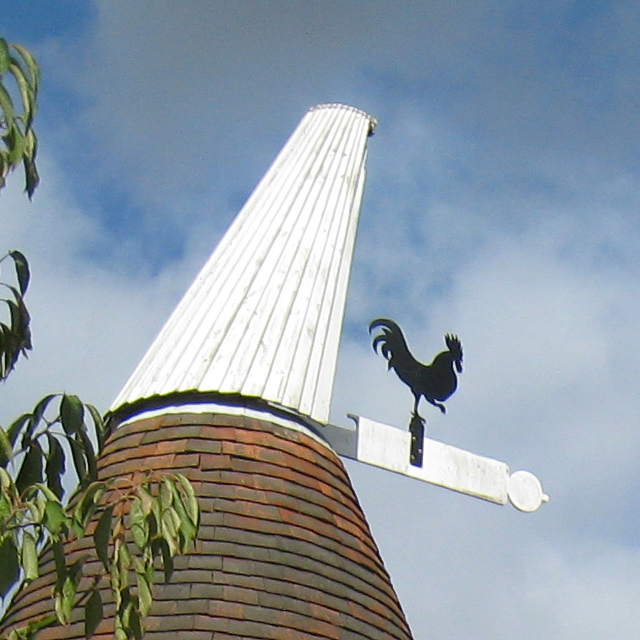
Дефлектор хмелесушарні з оздобленим флюгером. Педдок-Вуд, Кент

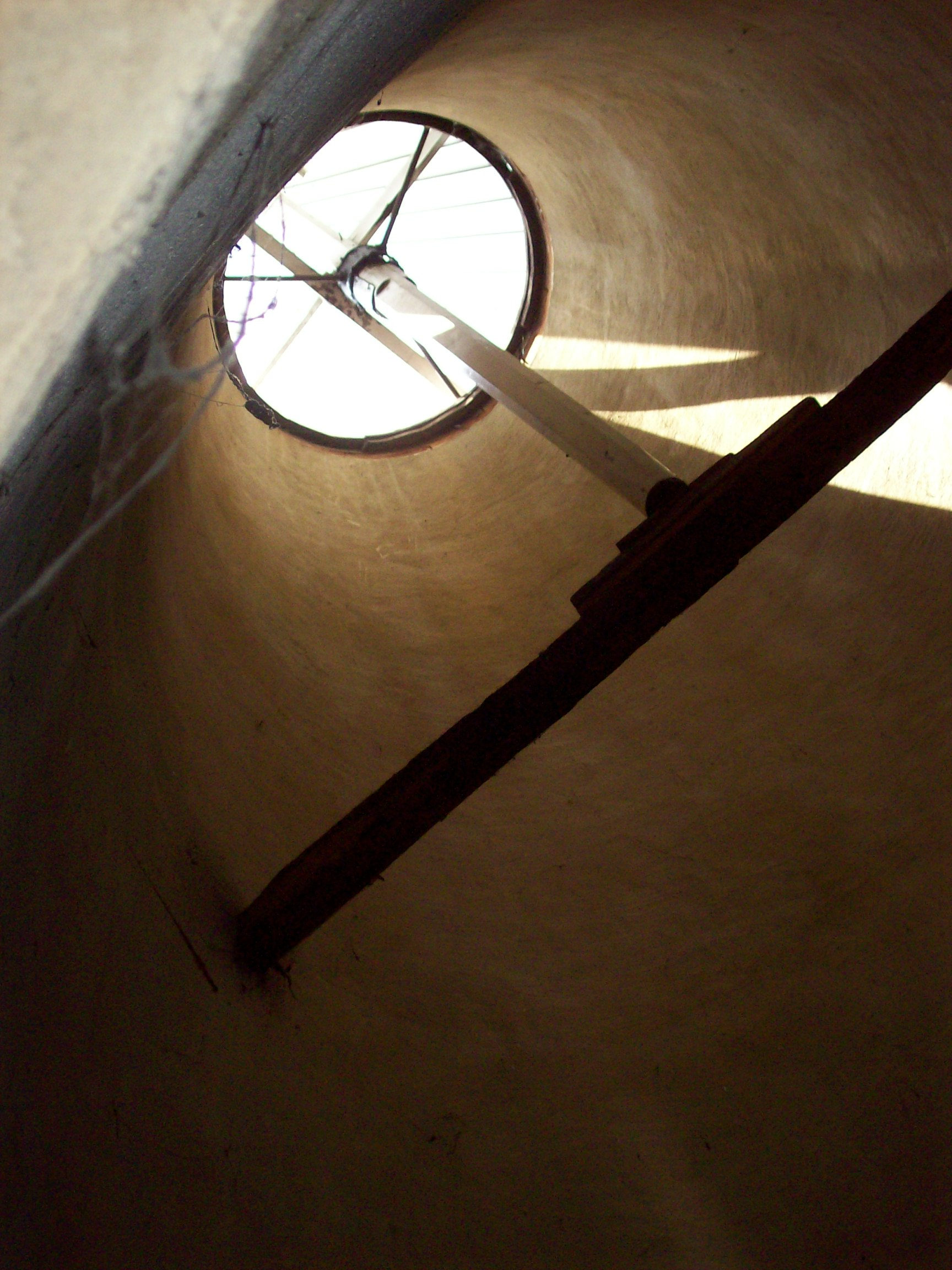
Дефлектор хмелесушарні зсередини. Скансен «Життя Кенту»

Залежно від технології сушіння хмелесушарні бувають періодичної (циклічної) і безперервної дії. У перших нагріте повітря подають під нижній шар сировини (зі швидкістю від 0,2 м/с до 0,5 м/с), температуру спочатку додержують на рівні 25-30 °C, поступово підвищують протягом всього процесу, а на завершальному етапі доводять до 65 °C. У других додержується той самий температурний режим, але швидкість руху повітря протягом процесу поступово знижують від 2,5 м/с до 0,2 м/с.
Сушіння закінчується, коли рівень вологості становитиме не більш ніж 8 %. Висушений хміль піддають кондиціюванню повітрям з відносною вологістю від 66 — 99 %. Отримана вологість не повинна перевершувати 12 %. Закінчують обробку сульфітуванням, яке здійснюється продуванням крізь масу шишок сірчистого ангідриду.

## Регіональні особливості
Традиційно збудовані хмелесушарні часто можна зустріти в Англії, де вони відомі як oasts, oast houses (Кент, Сассекс) чи kilns (Суррей, Гемпшир, Герефордшир, Вустершир). Вони являють собою прямокутну одноповерхову чи двоповерхову будову, обладнану однією чи кількома печами (kilns, у кентських говорах kells), у яких шишки хмелю сушилися гарячим повітрям, створюваним жаром спалюваного деревного вугілля чи дров. Сушильні площини досить тонкі, споряджені отворами для проходу жару через сировину й виходу його в дефлектор на даху. Сировину розсипали тонким шаром на дерев'яні колосники, покриті сіткою з кінського волосу.
Обертовий вентиляційний дефлектор (cowl) є характерним елементом конструкції англійських хмелесушарень (зокрема, на південному сході). Цей пристрій пов'язується в першу чергу з ними, хоча може використовуватися і на броварнях, солодівнях та деяких інших спорудах. Він являє собою злегка нахилений півзакритий ковпак, встановлений нагорі печі, конструкція якого уможливлює повертання за вітром. У верхній частині печі (комині) вмурована поперечна балка (sprattle beam), посередині якої знаходиться підп'ятник, куди входить кінець вертикального веретена, утворюючи вальницю ковзання. Вертикальне веретено чи вал (centre post) над верхнім отвором комина укріплене на 2-3 залізних стійках-розтяжках (top stay iron). Над стійками до веретена кріпиться похила задня дошка (back board), до низу якої прикріплене в'язове посилювальне півкільце (curb ring), над яким розміщаються ще 1-2 півкільця (за винятком найменших дефлекторів). Півкільця можуть бути споряджені поперечними зв'язками (tie beam), кожне чи тільки нижнє. До верху задньої дошки кріпиться вирізана верхня пластина (top plate), а до неї — дошки обшивки (weatherboards). Клиноподібні дошки утворюють корпус дефлектора у формі половини зрізаного конуса. Дошка флюгера вставлена у веретено і прикріплена до задньої дошки, може бути художньо оброблена. Фарбується такий дефлектор здебільшого в білий колір, іноді в кремовий.